# A Little Bit Longer (canción)
«A Little Bit Longer» es una canción de los Jonas Brothers, escrita e interpretada por Nick Jonas. La canción fue lanzada como el primer sencillo promocional de su tercer álbum de estudio del mismo nombre.

## Panorama y composición
El título del álbum, "A Little Bit Longer", proviene de la canción del mismo nombre, que Nick Jonas escribió sobre sus sentimientos al tener diabetes tipo 1. Nick explicó sus motivaciones para escribir la "canción de la vida" sobre su batalla con la diabetes tipo 1 en una conferencia de prensa el miércoles por la mañana (6 de agosto de 2008). «Tuve un día en el que mi azúcar estaba fuera de rango, me senté al piano y lo escribí en 20 minutos», dijo. «Y fue porque tuve esta fuerte inspiración. Mucha gente me ha dicho que es inspirador» En su libro Burning Up, Nick dijo que escribió una canción sobre la diabetes llamada "A Little Bit Longer": «Yo estaba en Canadá filmando Camp Rock, y estaba teniendo uno de esos días en los que mi nivel de azúcar en sangre estaba un poco fuera de control. Entré a una sala de banquetes en el hotel donde nos estábamos quedando y vi un piano de media cola. No había nadie en allí, así que me senté y comencé a tocar. Quince minutos más tarde llamé a todos a la sala para que vinieran a escuchar la canción. A todos les encantó. Fue una sensación realmente grandiosa, porque me había estado sintiendo muy deprimido»

## Otros usos
Una versión en vivo de la canción se cantó en 2008 como cara B de su sencillo "Burnin' Up". La canción fue incluida en su EP iTunes Live de SoHo de 2009. La versión en vivo de la canción tocada en SoHo también se incluyó en el EP "Fly with Me". El 11 de mayo de 2010 la canción formó parte de un popurrí con la canción "Black Keys" en el álbum en vivo Nick Jonas & The Administration Live at the Wiltern el 28 de enero de 2010.
La canción también fue parte de la lista de set de películas de Jonas Brothers: The 3D Concert Experience.

## Crítica
Chris Willman de Entertainment Weekly le dio al álbum una calificación de B+ y escribió: «El álbum realmente tiene solo una balada verdadera y completa: la canción del título de cierre, una melodía que Nick escribió sobre ser hospitalizado por diabetes, que se desprende como sorprendentemente prácticos y poco sentimentales. Varios números más optimistas llevan coros atractivos que sugieren que podrían haber sido concebidos como baladas, pero en lugar de simplemente complacer a las adoradoras muchachas que probablemente con mucho gusto se abalanzarían a sus brazos para llorar, los chicos no pueden evitar seguir rockeando de manera creíble. Por eso, los Jonas Brothers, los padres del mundo te saludan ... y, posiblemente, escuchan en secreto copias de los CD de sus hijas para reproducirlos de camino al trabajo».

## Performances en vivo
Nick Jonas interpretó "A Little Bit Longer" por primera vez durante la gira When You Look Me in the Eyes Tour de los Jonas Brothers. La interpretación de la canción consistió en que Nick Jonas cantara la canción detrás del piano. Durante la canción, Nick solía hacer un breve discurso sobre la canción y la terminaba con una banda de acompañamiento. Se convirtió en una característica de cada gira posterior. Durante el Jonas Brothers World Tour 2009, interpretó la canción en un popurrí con la canción "Black Keys". En 2010, durante su tiempo en Nick Jonas & The Administration, interpretó la canción en un popurrí con "Black Keys" como parte de su gira Who I Am. En 2011 interpretó la canción con la Administración; primero en un popurrí con la canción "Yellow" de Coldplay durante su actuación en el Cisco Bluesfest en Ottawa, Ontario, Canadá el 16 de julio. El 13 de agosto del mismo año se presentó durante Musikfest una versión acústica de "A Little Bit Longer" nuevamente en un popurrí con "Yellow" e "It Takes Two" de Coldplay del musical Hairspray. Una vez más interpretó la canción como un popurrí con "Yellow" durante el Nick Jonas 2011 Tour, y la cantó regularmente durante la gira mundial 2012/2013 de los Jonas Brothers. En algunas fechas interpretó la canción con una guitarra. El 28 de noviembre de 2012 la canción se interpretó de nuevo en un popurrí con "Yellow". Al día siguiente, Nick interpretó la canción acústicamente en un popurrí con "Yellow" y la canción de Rihanna "Diamonds". El 3 de marzo de 2013, la canción se interpretó nuevamente en Argentina junto a "Diamonds".

## Versiones
- "A Little Bit Longer" – 3:25

Otras versiones
- "A Little Bit Longer" (iTunes Live from SoHo) – 5:47
- "A Little Bit Longer" (versión en vivo) – 8:38
- "Black Keys / A Little Bit Longer" (en vivo) – 7:16

## Intérpretes
Créditos por A Little Bit Longer
- Nick Jonas – vocales y piano.
- John Fields – productor.

## Posicionamiento
| Listas (2008–2009)       | Posiciones |
| ------------------------ | ---------- |
| Canadá Canadian Hot 100  | 10         |
| U.S. Billboard Hot 100   | 11         |
| U.S. Pop 100 (Billboard) | 20         |